# Edviges da Polónia
Edviges de Anjou (em húngaro:  Hedvig, em polaco: Jadwiga; Buda, entre 3 de outubro de 1373 e 18 de fevereiro de 1374 – Cracóvia, 17 de julho de 1399), também conhecida como Hedwig (em alemão), Hedvigis em latim e Hedvig (em húngaro), foi rainha da Polônia - Hedvig Rex Poloniæ, não Hedvig Regina Poloniæ, a primeira mulher a ser coroada como monarca do Reino da Polônia. Ela reinou de 16 de outubro de 1384 até sua morte. Nascida em Buda, hoje na Hungria, era a filha mais nova de Luís I, rei da Hungria e da Polônia, e de sua esposa, Isabel da Bósnia.
Jadwiga pertencia à Casa de Anjou, um ramo da dinastia Capetíngia, mas tinha antepassados mais próximos entre os Piastas, a antiga dinastia real da Polônia, do que entre os Angevinos de origem francesa.
Em 1375, foi decidido que, ao atingir a idade adequada, Jadwiga se casaria com Guilherme da Áustria, e ela viveu em Viena entre 1378 e 1380. Após a morte de sua irmã mais velha, Catarina, em 1378, acredita-se que Luís I passou a considerar Jadwiga e Guilherme seus herdeiros preferidos para o trono da Hungria. Isso porque, no ano seguinte, a nobreza polonesa já havia jurado lealdade à segunda filha do rei, Maria, e ao noivo dela, Segismundo de Luxemburgo. No entanto, após a morte de Luís I, em 1382, e por insistência da rainha Isabel, Maria foi coroada "rei" da Hungria (título masculino usado para reforçar sua autoridade). Segismundo tentou então tomar o controle da Polônia, mas a nobreza local declarou que só aceitaria como soberana uma filha de Luís que vivesse em território polonês. Isabel, então, escolheu Jadwiga para reinar na Polônia — mas não a enviou imediatamente para Cracóvia para ser coroada.
Durante esse período de instabilidade, Siemovite IV, Duque da Mazóvia, surgiu como candidato ao trono polonês. A nobreza da Grande Polônia o apoiava e chegou a sugerir que ele se casasse com Jadwiga. No entanto, a nobreza da Pequena Polônia se opôs firmemente a essa ideia e conseguiu convencer a rainha Isabel a mandar Jadwiga para a Polônia.
Em 16 de outubro de 1384, Jadwiga foi coroada com o título de "rei" da Polônia, em Cracóvia. Esse título masculino provavelmente foi usado para indicar que ela governaria como monarca soberana, e também para evitar que seu prometido, Guilherme, assumisse o trono automaticamente como rei consorte. Com a aprovação de sua mãe, os conselheiros de Jadwiga iniciaram negociações com Jogaila, Grão-Duque da Lituânia, que ainda era pagão, para um possível casamento. Jogaila assinou a União de Krewo, prometendo se converter ao catolicismo e incentivar a cristianização de seu povo.
Enquanto isso, Guilherme correu para Cracóvia na esperança de casar-se com Jadwiga, mas, no fim de agosto de 1385, foi expulso pelos nobres poloneses. Jogaila foi batizado com o nome católico de Ladislau (Władysław) e casou-se com Jadwiga em 15 de fevereiro de 1386. Segundo a lenda, Jadwiga só teria aceitado o casamento após uma longa oração pedindo inspiração divina. Jogaila, agora chamado Władysław Jagiełło em polonês, foi coroado rei da Polônia em 4 de março de 1386, tornando-se co-governante ao lado de Jadwiga. Eles trabalharam juntos no governo, mas o poder real de Jadwiga era limitado. Ela não interveio, por exemplo, quando nobres rebeldes do Reino da Hungria-Croácia assassinaram sua mãe no início de 1387.
Ainda assim, Jadwiga teve momentos de liderança ativa: ela liderou uma expedição ao Reino da Galícia-Volínia — então sob domínio húngaro — e convenceu a maior parte da população local a aceitar a autoridade da Coroa polonesa. Também atuou como mediadora nas disputas familiares de seu marido e nos conflitos entre a Polônia e a Ordem Teutônica.
Após a morte de sua irmã Maria em 1395, Jadwiga e Jagiełło reivindicaram o trono húngaro, desafiando o viúvo de Maria, Segismundo de Luxemburgo. No entanto, os nobres húngaros não apoiaram a pretensão do casal, e Segismundo manteve seu trono sem dificuldades. Jadwiga morreu quatro anos depois, em 1399, devido a complicações no parto. Em reconhecimento à sua vida de piedade e dedicação ao povo, ela foi canonizada pela Igreja Católica em 1997.

## Biografia

### Infância (1373 ou 1374 – 1382)
Jadwiga nasceu em Buda, então capital do Reino da Hungria. Ela era a terceira e mais nova filha de Luís I, rei da Hungria e da Polônia, e de sua segunda esposa, Isabel da Bósnia. Suas duas avós eram princesas polonesas, o que a ligava diretamente à antiga Dinastia piasta da Polônia. O historiador polonês Oscar Halecki concluiu, em uma obra publicada postumamente em 1991, que a árvore genealógica de Jadwiga “mostra claramente que \[ela] tinha mais sangue polonês do que qualquer outro”. Estima-se que ela tenha nascido entre 3 de outubro de 1373 e 18 de fevereiro de 1374. Seu nome foi uma homenagem a sua ancestral distante, Santa Edviges da Silésia, uma santa muito venerada na corte real húngara na época de seu nascimento.
Como Luís I não teve filhos homens, ele se preocupou em garantir que suas filhas pudessem herdar seus domínios. Por isso, suas três filhas eram vistas como pretendentes especialmente cobiçadas pelos nobres europeus. Em 18 de agosto de 1374, Leopoldo III, duque da Áustria, propôs que seu filho mais velho, Guilherme, se casasse com Jadwiga. Na Polônia, os nobres reconheceram oficialmente que uma das filhas de Luís o sucederia no trono, desde que ele confirmasse e ampliasse os privilégios da nobreza, o que ele fez no Privilégio de Koszyce, em 17 de setembro de 1374. Em troca, os nobres poloneses juraram lealdade à primogênita, Catarina, por ordem do rei.
Em 4 de março de 1375, Luís I concordou oficialmente em dar a mão de Jadwiga a Guilherme da Áustria. O casamento provisório (chamado sponsalia de futuro) foi celebrado em Hainburg, em 15 de junho de 1378. Esse tipo de união estabelecia os termos legais para que o casamento fosse consumado futuramente, assim que ambos atingissem a idade madura, sem necessidade de nova cerimônia religiosa. O duque Leopoldo, pai de Guilherme, aceitou que a única parte do dote de Jadwiga seria a cidade de Treviso, que ainda teria de ser conquistada da República de Veneza. Após a cerimônia, Jadwiga permaneceu por quase dois anos na Áustria, vivendo principalmente em Viena.
No final de 1378, Catarina faleceu. Com isso, Luís passou a pressionar os nobres mais influentes da Polônia a jurarem lealdade à sua segunda filha, Maria, o que ocorreu em setembro de 1379. Maria estava prometida a Segismundo de Luxemburgo, bisneto de Casimiro, o Grande, antigo rei da Polônia e antecessor de Luís I no trono.
O compromisso entre Jadwiga e Guilherme foi reconfirmado em 12 de fevereiro de 1380, durante um encontro entre os reis Luís e Leopoldo em Zólyom (atual Zvolen, na Eslováquia). Os nobres húngaros também aprovaram o acordo, o que indica que Guilherme e Jadwiga eram vistos como possíveis sucessores de Luís na Hungria.
Em 25 de julho de 1382, uma delegação de nobres e clérigos poloneses prestou homenagem formal a Segismundo de Luxemburgo, reconhecendo-o como futuro rei. Na época, muitos poloneses acreditavam que Luís também pretendia convencer os nobres húngaros a aceitarem Jadwiga e Guilherme como seus herdeiros para o trono húngaro. No entanto, Luís I faleceu em 10 de setembro de 1382, com Jadwiga presente ao lado de seu leito de morte.

## Negociações para coroação (1382–84)
A irmã de Jadwiga, Maria, foi coroada rei da Hungria apenas cinco dias após a morte do pai. Com essa cerimônia, a mãe das meninas, Isabel da Bósnia, garantiu para si o direito de governar o reino em nome da filha de apenas doze anos, afastando o noivo de Maria, Segismundo de Luxemburgo, de qualquer autoridade. Segismundo, aliás, não pôde comparecer à coroação porque havia sido enviado por Luís à Polônia para reprimir uma rebelião. Ao saber da morte do sogro, Segismundo assumiu o título de “Senhor do Reino da Polônia” e passou a exigir juramentos de lealdade das cidades da Pequena Polônia.
Mas, em 25 de novembro de 1382, os nobres da Grande Polônia se reuniram em Radomsko e decidiram que não obedeceriam a ninguém, exceto a uma filha do falecido rei que viesse viver na Polônia. Por iniciativa deles, os nobres da Pequena Polônia firmaram um acordo semelhante na cidade de Wiślica, em 12 de dezembro. Isabel enviou emissários para se encontrar com os nobres reunidos, proibindo-os de jurar lealdade a qualquer um que não fosse uma de suas filhas, anulando, assim, o juramento que os nobres poloneses haviam prestado a Segismundo por exigência do rei Luís, ainda em vida.
Tanto Maria quanto Jadwiga estavam noivas de príncipes estrangeiros, Segismundo e Guilherme da Áustria, que não gozavam de popularidade na Polônia. Diante da rejeição a esses pretendentes, alguns nobres passaram a considerar membros da antiga dinastia Piasta como possíveis candidatos ao trono. Um desses nomes era o tio-avô de Jadwiga, Władysław, o Branco, que já havia tentado reivindicar a coroa durante o reinado de Luís. No entanto, ele havia feito votos monásticos e se retirado para uma abadia beneditina em Dijon, na Borgonha. O antipapa Clemente VII, a quem Luís se recusara a reconhecer em oposição ao papa Urbano VI, chegou a dispensar Władysław de seus votos, mas ele nunca deixou o mosteiro.
Outro candidato mais ativo foi Siemovite IV, Duque da Mazóvia, que ganhou bastante apoio entre os nobres e os habitantes das cidades da Grande Polônia. Em fevereiro de 1383, representantes de Isabel libertaram formalmente os nobres poloneses do juramento de fidelidade prestado a Maria em uma assembleia realizada em Sieradz. Eles também anunciaram que a rainha-mãe aceitava enviar Jadwiga para ser coroada rainha da Polônia, com a condição de que ela retornasse a Buda após a coroação e lá permanecesse até completar doze anos. Os nobres aceitaram a proposta, mas logo perceberam que isso prolongaria o interregno por mais três anos. Em nova reunião em Sieradz, no dia 28 de março, a maioria dos nobres já estava disposta a eleger Siemovite como rei, propondo que ele se casasse com Jadwiga.
Mas um nobre influente da família Tęczyński, Jan, convenceu os demais a adiar a eleição. Os nobres concordaram em esperar a chegada de Jadwiga até o dia 10 de maio, com a condição de que ela fixasse residência na Polônia após a coroação. Também exigiram que os territórios de Dobrzyń e Gniewków (dois feudos que haviam sido concedidos por Luís a Vladislau II de Opole) e a Rutênia (que passara ao controle húngaro por tratado anterior) fossem reincorporados à Coroa polonesa.
Enquanto isso, Jan Tęczyński e seus aliados, como Sędziwój Pałuka, iniciaram discretamente negociações com o Grão-Duque da Lituânia, Jogaila. Por outro lado, os partidários de Siemowit tentaram entrar em Cracóvia em maio, junto à comitiva do arcebispo de Gniezno, Bodzanta, mas os moradores fecharam os portões da cidade antes da chegada do grupo. Jadwiga ainda não havia chegado à Polônia na data prometida (10 de maio). Os emissários da rainha-mãe alegaram que as cheias da primavera haviam dificultado a travessia dos Cárpatos. Mesmo assim, Siemowit resolveu pegar em armas e marchou até Kalisz. Em agosto, seus apoiadores se reuniram novamente em Sieradz, dispostos a elegê-lo rei, mas o arcebispo Bodzanta recusou-se a realizar a coroação.
Em um encontro em Kassa, a rainha Isabel prometeu aos delegados poloneses que enviaria Jadwiga à Polônia antes de novembro. Também foi acordado entre os poloneses e a rainha-mãe que, caso uma das filhas (Maria ou Jadwiga) morresse sem herdeiros, o reino dela passaria automaticamente à irmã sobrevivente. Enquanto isso, com Siemowit cercando Kalisz, Isabel enviou Segismundo de Luxemburgo à Pequena Polônia, liderando um exército improvisado. Siemovite não conseguiu tomar a cidade, mas o comportamento violento e desordeiro das tropas de Segismundo piorou ainda mais sua imagem entre os poloneses. Sędziwój Pałuka, então castelão de Kalisz e starosta de Cracóvia, liderou uma delegação até Zadar, na Dalmácia, para negociar com a rainha-mãe, mas acabou preso por ela. Isabel então mandou tropas húngaras para guarnecer o Castelo de Wawel, em Cracóvia, mas Pałuka conseguiu escapar e impediu com sucesso que os soldados entrassem no castelo.
Na assembleia geral de Radomsko, realizada no início de março, os delegados de todas as províncias e cidades polonesas decidiram que, se Jadwiga não chegasse à Polônia dentro de dois meses, iriam eleger Siemovite como rei. Um governo provisório foi formado, estabelecendo que apenas a “comunidade de nobres e cidadãos” teria autoridade para administrar a Polônia durante o interregno. Ao ser informada dessa decisão, e apenas de maneira informal, a rainha Isabel percebeu que não poderia mais adiar a coroação da filha e finalmente a enviou para a Polônia. A data exata da chegada de Jadwiga é desconhecida, pois a principal fonte para esse período da história polonesa, a crônica de Jan de Czarnków, se encerra antes desse evento.

## Reinado

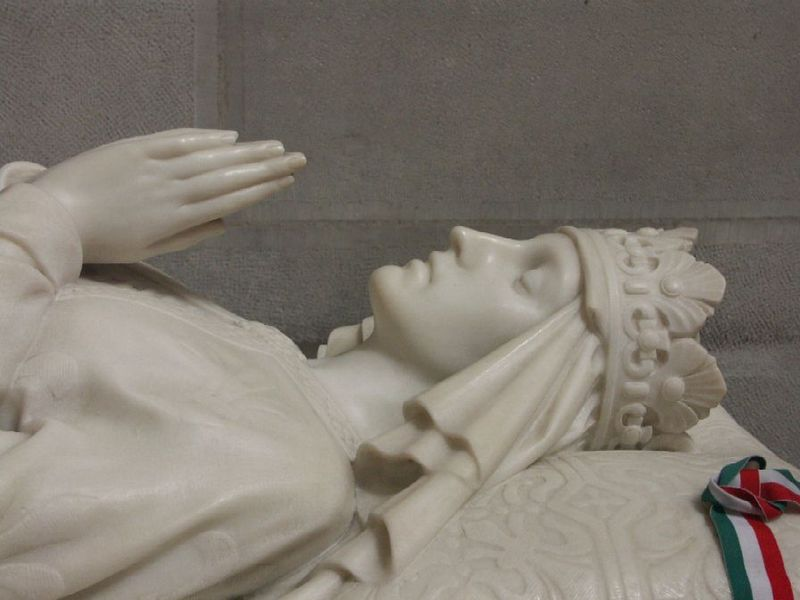
Sarcófago de Edviges d'Anjou, rainha da Polônia, na Catedral de Wawel, Cracóvia

Embora hoje seja dita "rainha", Edviges foi de fato coroada como "Rei da Polônia" (Hedvigis Rex Poloniæ e não Hedvigis Regina Poloniæ). O gênero masculino do seu título significava que ela era monarca de pleno direito, enquanto que o título de rainha era atribuído às esposas dos reis. Edviges pertencia, portanto, à Casa Real dos Piast, antiga dinastia nativa da Polônia, sendo bisneta de Ladislau I, que reunificou o reino polonês, em 1320.
Como rainha, Edviges teve efetivamente poderes limitados, mas foi muito ativa na gestão política do reino e na vida diplomática e cultural de seu país. Estimulou a tradução para o polonês de muitos textos latinos, aumentando sua difusão entre seus súditos. Pródiga em doações para a construção de hospitais, doou as próprias jóias para financiar a recuperação da Academia de Cracóvia que, no século XIX, passou a se chamar Universidade Jaguelônica, em homenagem à Dinastia Jaguelônica, sucessora dos Piast. Em 1397 Edviges fundou em Cracóvia a primeira Faculdade de Teologia da Polônia.
Casou-se em 18 de fevereiro de 1386 em Cracóvia, com Ladislau II Jagelão da Polônia, grão-duque da Lituânia que, depois de convertido ao catolicismo, foi batizado como Ladislau II. Edviges morreu em decorrência de complicações do parto de sua primeira filha, Isabel Bonifácia. A filha também não sobreviveu e a Dieta da Polônia elegeu Jogaila para sucedê-la. Este teve como sucessores os filhos havidos com sua última mulher, Sofia de Halshany, que não tinha ligações com a dinastia Piast, iniciando-se assim a Dinastia Jaguelônica.